# Rezervația naturală Ciornîe Zemli
Rezervația naturală Ciornîe Zemli (în rusă заповедник Чёрные земли, transliterat: zapovednik Ciornîe Zemli) este un „zapovednik⁠(d)” (rezervație naturală strictă) din Rusia. Numele ei în limba rusă înseamnă „Pământurile Negre”. Partea principală a rezervației este situată în Depresiunea Caspică, la nord-vest de Marea Caspică.

## Înființare
Rezervația a fost creată inițial în anul 1990 pentru a proteja antilopa antilopa Saiga (Saiga tatarica). Între timp, economia din Kalmîkia s-a prăbușit și numărul antilopelor Saiga s-a redus foarte mult atât din cauza braconajului pentru carne și coarne (folosite în medicina chineză), cât și a deșertificării provocate de pășunatul excesiv al animalelor domestice. Rezervația conține, de asemenea, colonii de egrete, cormorani și pelicani. Rezervația este situată în raionul Cernozemelski⁠(d) din Republica Kalmîkia și acoperă o suprafață de 1.219 km² în două locuri, cu o zonă tampon de 900 km².
Ciornîe Zemli a fost desemnată de UNESCO în anul 1993 ca rezervație a biosferei, dar acest statut i-a fost retras în anul 2021.

## Ecoregiune și climă
Rezervația Ciornîe Zemli este situată în mijlocul ecoregiunii Deșertul depresiunii caspice⁠(d), o regiune care se întinde pe coastele de nord și de sud-est ale Mării Caspice, inclusiv în deltele râurilor Volga și Ural din regiunea de nord. Deși precipitațiile sunt relativ scăzute (mai puțin de 200 mm/an), viața sălbatică este susținută de sistemele fluviale și de marea însăși.
Clima de pe teritoriul rezervației Ciornîe Zemli este semiaridă rece (clasificarea climatică Köppen BSk). Acest climat se caracterizează prin variații mari de temperatură, atât diurne, cât și sezoniere, cu precipitații scăzute.